# Алиев, Натиг Агаами оглу
Натиг Агаами оглу Алиев (азерб. Natiq Ağaəmi oğlu Əliyev) 23 ноября 1947, Баку — 9 июня 2017, Стамбул) ― азербайджанский государственный деятель. Доктор геолого-минералогических наук. Президент Государственной нефтяной компании Азербайджана (1993―2005). Министр промышленности и энергетики Азербайджана (2005―2013). Министр энергетики Азербайджана (2013―2017).

## Биография
Родился 23 ноября 1947 года в г. Баку. В 1970 году окончил Азербайджанский институт нефти и химии по специальности «Горная геология». С 1971 по 1974 годы учился в аспирантуре Института геологии Академии наук Азербайджана.
Кандидат геолого-минералогических наук (1974).
После окончания учебы до 1979 года работал в тресте «AzərDənizNeftKəşfiyyət» («Азербайджанская Морская Нефтяная Разведка») Всесоюзного производственного объединения «Нефтегазовая промышленность Каспийского моря» в комплексном морском геологоразведочном контуре. 
С 1984 года назначен главным инструктором отдела в аппарате ЦК Компартии Азербайджана. 
В 1989―1991 годах ― директор Департамента социально-экономических вопросов. 
В 1992 году назначен директором представительства «Ipesko» в Баку. В то же время работал консультантом в ГНКАР, проводя исследовательские работы по геофизическим и геологическим проектам. Консультировал  по вопросам разведки и разработки, транспортировки и переработки нефти.
В 1993 году назначен председателем совета директоров и президентом Государственной нефтяной компании Азербайджана. Занимал пост президента до 9 декабря 2005 года.
С  9 декабря 2005 года по 9 июня 2017 года ― министр промышленности и энергетики Азербайджана.
Являлся  председателем Государственного комитета по разработке месторождений Азери — Чираг — Гюнешли и председателем совета директоров Баку — Тбилиси — Джейхан. 
Автор более 100 научных публикаций, статей и книг. 
В 2008 году избран членом Международной инженерной академии в Москве.
Скончался 9 июня 2017 года в больнице имени Флоренс Найтингейл в Стамбуле от сердечного приступа, перенесенного неделей ранее в Баку.

## Награды
- Орден «Слава» (2004)[7]
- Орден Чести (2003, Грузия)[8]
- Орден Почётного легиона Франции
- Медаль «20 лет независимости Республики Казахстан» (2011, Казахстан)[9].
- Медаль «Заслуженный инженер Азербайджанской Республики»[2]
- Медаль «Шараф» (2015, Группа Мармара)[10]
- Премия турецкого Вакфа пропаганды международного идеального мира (2016)[11]
- Звание «Международный посол мира» (2016)[11]